# Гостеприїмна сільська рада
Гостеприї́мна сільська рада (рос. Гостеприимный сельский совет) — сільське поселення у складі Світлинського району Оренбурзької області Росії.
Адміністративний центр — селище Гостеприїмний.

## Населення
Населення — 464 особи (2019; 724 в 2010, 1131 у 2002).

## Склад
До складу сільської ради входять:
| Населений пункт       | Населення, осіб (2002) | Населення, осіб (2010) |
| --------------------- | ---------------------- | ---------------------- |
| Гостеприїмна, селище  | 25                     | 16                     |
| Гостеприїмний, селище | 1008                   | 690                    |
| Смоленський, селище   | 98                     | 18                     |